# Чаробни ерос
Чаробни ерос (енгл. Magic Eros) је италијански порнографски филм, режисера Франсиса Карела (итал. Francis Carrello). Филм је сниман 1998, а у Србији га је први пут издало новосадско предузеће Hexor 2007. године у тиражу од 3000 комада. Интерна ознака српског издавача је DA24, а каталошки број COBISS.SR-ID 224892423.

## Опис са омота
Џули [Julie] (Ерика Бела) је млада, лепа девојка која одмах после студија почиње да ради као секретарица директора (Анита Блонд) у брокерској компанији. Директорка жели да преузме једну фирму која је на рубу банкрота а која поседује посебан програм виртуелног секса назван „МАГИЧНИ ЕРОС”.

## Улоге
| Глумац        | Улога       |
| ------------- | ----------- |
| Erica Bella   | секретарица |
| Anita Blond   | директорка  |
| Lea Martini   |             |
| Philippe Dean |             |
| Ursula Moore  |             |
| Frank Mallone |             |